# Walter Davis (1931)
Walter Francis (Buddy) Davis (Beaumont, 5 januari 1931 – Port Arthur, 17 november 2020) was een Amerikaans atleet en later basketbalspeler. Tijdens zijn atletiektijd legde hij zich toe op het hoogspringen, waarin hij eenmaal olympisch kampioen werd.

## Loopbaan
Ondanks dat hij op negenjarige leeftijd polio kreeg en hierdoor drie jaar niet kon lopen, beleefde Davis een sprankelende atletiekcarrière aan de Texas A&M University. In 1952 won hij op de Olympische Spelen van Helsinki een gouden medaille. Met een sprong van 2,04 m versloeg hij zijn landgenoot Ken Wiesner (zilver: 2,01 m) en de Braziliaan José Telles da Conceição (brons: 1,98 m).
Na zijn gouden medaille werd Davis in 1952 professioneel basketbalspeler. Hij speelde vijf seizoenen bij de Philadelphia Warriors. Hij won met die club het NBA-kampioenschap in 1956.

## Titels
- Olympisch kampioen hoogspringen - 1952
- Amerikaans kampioen hoogspringen - 1952, 1953
- NCAA-kampioen hoogspringen - 1959

## Persoonlijk record
| Onderdeel    | Prestatie | Jaar |
| ------------ | --------- | ---- |
| hoogspringen | 2,124 m   | 1953 |

## Palmares

### hoogspringen
- 1952:  Amerikaanse kamp. - 2,09 m
- 1952:  OS - 2,04 m
- 1953:  Amerikaanse kamp. - 2,12 m

1896: Ellery Clark ·
1900: Irving Baxter ·
1904: Samuel Jones ·
1908: Harry Porter ·
1912: Alma Richards ·
1920: Richmond Landon ·
1924: Harold Osborn ·
1928: Robert Wade King ·
1932: Duncan McNaughton ·
1936: Cornelius Johnson ·
1948: John Winter ·
1952: Walter Davis ·
1956: Charles Dumas ·
1960: Robert Sjavlakadze ·
1964: Valeri Broemel ·
1968: Dick Fosbury ·
1972: Jüri Tarmak ·
1976: Jacek Wszoła ·
1980: Gerd Wessig ·
1984: Dietmar Mögenburg ·
1988: Hennadi Avdjejenko ·
1992: Javier Sotomayor ·
1996: Charles Austin ·
2000: Sergej Kljoegin ·
2004: Stefan Holm ·
2008: Andrej Silnov ·
2012: Erik Kynard ·
2016: Derek Drouin ·
2020: Gianmarco Tamberi & Mutaz Essa Barshim ·
2024: Hamish Kerr
4 Hennessy ·
5 Dempsey ·
6 Johnston ·
7 Beck ·
9 Graboski ·
11 Arizin ·
12 Davis ·
14 Moore ·
15 Gola ·
17 George ·
Coach Senesky